# Révolte du Rif
La révolte du Rif, ou soulèvement du Rif, est un ensemble d’évènements qui ont eu lieu de 1958 à 1959 dans le Rif, après l'indépendance du Maroc, dont l'épisode le plus marquant fut l'intervention des FAR à partir du 2 janvier 1959 en territoire Beni Ouriaghel.
Les Rifains se sont soulevés pour protester contre les politiques gouvernementales de marginalisation et de négligence du nord du pays.

## Contexte
Durant l’année 1957, le Maroc entre dans « une sorte de crise latente à cause des problèmes économiques et sociaux engendrés par l’indépendance ». Tout le monde cherche un bouc émissaire : ce sera l'Istiqlal. La mission est confiée à Abdelkrim El Khatib et Mahjoubi Aherdane de créer un grand parti politique qui représentera les mécontents de l'Istiqlal, notamment les notables ruraux. Le Mouvement populaire (MP) voit le jour le 28 septembre 1957. Même si le gouvernement dominé par l’Istiqlal le dissout moins d’un mois plus tard, le « parti de Sidna » continue à agir librement et réussit même à mobiliser beaucoup de monde. Ses affidés concentrent leur action principalement sur quatre régions : le Moyen Atlas, les Béni Snassen, les Zemmours et le Rif,.
Les choses s’accélèrent à partir du printemps 1958. Les attentats, les actes de sabotage, les enlèvements, les assassinats, les manifestations et les pétitions se multiplient (l'Istiqlal avait de son côté recours aux mêmes méthodes). Le ton des journaux opposés à l’Istiqlal est plus que critique. Les débats se focalisent notamment sur le dahir des libertés publiques que l'Istiqlal veut enterrer,.

### Un scénario presque parfait
Le stratagème choisi est : exhumer les corps de plusieurs résistants tombés au combat ou assassinés, notamment Abbas Messaâdi coordonnateur de l’ALN dans la région de Nador, pour organiser des obsèques solennelles à Ajdir de Igzennayen dans le Rif central. Cette cérémonie aura lieu le 2 octobre 1958. Le choix de ces éléments est tout sauf banal. La date retenue correspond au troisième anniversaire de la création de l’Armée de libération nationale . S’approprier les corps des martyrs revient à s’approprier leur histoire et leur légitimité. Cela est d’autant plus vrai pour Messaâdi qui, en plus, aurait été assassiné par l'Istiqlal. Enfin, le Rif est non seulement l’un des hauts lieux de la résistance mais également l’une des régions où l’Istiqlal est le moins présent et le plus impopulaire,.
Tout se passe comme prévu. Les funérailles se transforment en une manifestation politique anti-Istiqlal qui rassemble entre huit mille et dix mille personnes. Outre les sympathisants du Mouvement populaire, des membres de différentes factions de l'Armée de libération nationale et du PDI sont présents, ainsi que des notables locaux. Un bain de sang est évité de justesse grâce à l’intervention d’un bataillon de l’armée,.
Aherdane (qui n’a pourtant pas assisté aux funérailles) et Khatib sont arrêtés le lendemain et incarcérés à la demande de l'Istiqlal. Mais ils ont eu le temps de tout préparer sous l’œil bienveillant du Prince héritier et le consentement tacite du Roi. Trois « rébellions » éclatent dans les jours qui suivent. Toutes dirigées par des proches des leaders du MP. Le colonel Belmiloudi, aide de camp d’Aherdane, prend le maquis dans la région d’Oulmès. Mohand Ou Haddou se retranche dans la région de Tahla dans le Moyen Atlas tandis que Massoud Akjouj Abdeslam Haddouch, el Hadj Boujben et d'autres anciens de l’ALN Nord se retirent dans le « triangle de la mort » (Aknoul, Boured, Tizi Ouasli) dans le Rif central,.

## Chronologie
Selon le chercheur marocain Hsain Ilahiane, les révoltes ont été enflammées par la fermeture de la frontière algérienne à la migration rifaine, conduisant au chômage, en plus du manque total de représentation politique rifaine au niveau du gouvernement marocain.
Au milieu de ce mécontentement, un des leaders du Parti démocratique et de l'indépendance, membre de la tribu des Beni Ouriaghel, s'est manifesté pour présenter les doléances des Rifains au gouvernement de Rabat.
Le 11 novembre 1958, Ameziane, du PDI, et deux autres membres des Beni Ouriaghel, Abdel Sadaq Khattabi et le fils de Abdelkrim al-Khattabi, Rachid, ont présenté un programme en 18 points pour le Rif au Roi Mohammed V ; ce programme compte des préoccupations des Rifains, allant de l'évacuation des troupes étrangères du Rif, au retour d'Abdelkrim al-Khattabi au Maroc, la création d'emplois, la représentation politique et les réductions d'impôts. Cependant, avant que ce programme n'ait été présenté au roi, la révolte du Rif avait déjà commencé depuis presque trois semaines. Le 25 octobre 1958, les bureaux du Parti de l'Istiqlal d'Imzoûrene ont été pris d'assaut et les soldats gouvernementaux ont été maîtrisés. C'est là que le soulèvement a pris la forme d'une révolte réelle.
À partir du 2 janvier 1959 et trois jours avant l'allocution de Mohammed V, le soulèvement est réprimé par une force militaire commandée par le capitaine (et futur général) Mustapha Amerech (exécuté après le coup d'État de Skhirat) et composée de moins de 15 000 hommes. D'après le leader de la contestation, les affrontements armés font environ 1 000 morts de part et d'autre. D'autres sources, beaucoup plus tardives et indirectes, font mention d'exactions, de tortures, de l'existence de centres de détention secrets et d'un nombre de victimes bien plus important ; cependant, les travaux de Instance équité et réconciliation (IER) n'ont pas permis d'étayer ces accusations.
La France a apporté un soutien aérien important, ce qui mit fin au soulèvement.
La partie du Rif concernée par cette répression (principalement Beni Ouriaghel et Targist) est placée sous administration militaire jusqu'à l'été 1959.
Plusieurs témoignages indiquent que l'avion du prince héritier est touché à l'arme légère avec à son bord le commandant Bel Larbi (tué bien plus tard lors du Coup d'état de Skhirat par Ababou lui-même selon plusieurs témoignage concordants).
De même, le nom de Oufkir est fréquemment cité, il se voit même parfois affublé du surnom de "boucher du rif" ; or une simple consultation de sa biographie montre qu'à l'époque il était affecté comme officier supérieur au sein de la garde royale et que, bien que déjà influent, il ne commandait pas les bataillons impliqués dans la répression rifaine.
Une fois le calme revenu dans le Rif, le roi Mohammed V avait désigné une commission royale présidée par son directeur de cabinet Abderrahmane Anggay, natif de Tanger, afin d'établir un rapport sur les causes exactes à l’origine du mouvement de contestation de 1958. Après une tournée dans le Rif et de multiples réunions avec les habitants, ladite commission a écarté les accusations de séparatisme visant la population, affirmant le caractère social de ses revendications. Abderrahmane Anggay est mort dans un étrange accident de circulation sur la route menant vers Tanger.
Ces cas illustrent l'extrême sensibilité de ce sujet et son instrumentalisation depuis les émeutes de 1984, d'abord par le roi Hassan 2 lui-même en faisant référence, pour des raisons politiques circonstancielles, à un rôle supposé qu'il n'a visiblement pas joué à l'époque des faits (il était basé à Tétouan durant l'opération des FAR), puis une instrumentalisation au début des années 2000 par quelques  militants espérant pouvoir se servir de l'Instance équité et réconciliation (IER) comme tribune politique.